# マンスール・オジェ
マンスール・オジェことマンスール・アクラム・オジェ（アラビア語: مَنْصُور أَكْرَم عُجَّة, Manṣūr Akram ʿOjjeh, マンスール・アクラム・オッジェ、英字表記：Mansour Akram Ojjeh、1952年6月24日 - 2021年6月6日）は、シリア系サウジアラビア人（フランスと二重国籍を持つ）の大富豪で実業家。

## 来歴
シリア出身の著名な大富豪で、武器商人として知られるアクラム・オジェの息子として、サウジアラビアで生まれた。ヨーロッパとアメリカで教育を受ける。なお、元は「オジェ」ではなく「アジェ」（アラビア語：عجة, 文語アラビア語発音：ʿAjjahないしはʿAjja(アッジャ), 口語アラビア語発音：ʿAjjehないしはʿAjje(アッジェ)）という苗字であったが、フランス風に振舞うことを好んだアクラムが、フランス語風の発音に改称した。

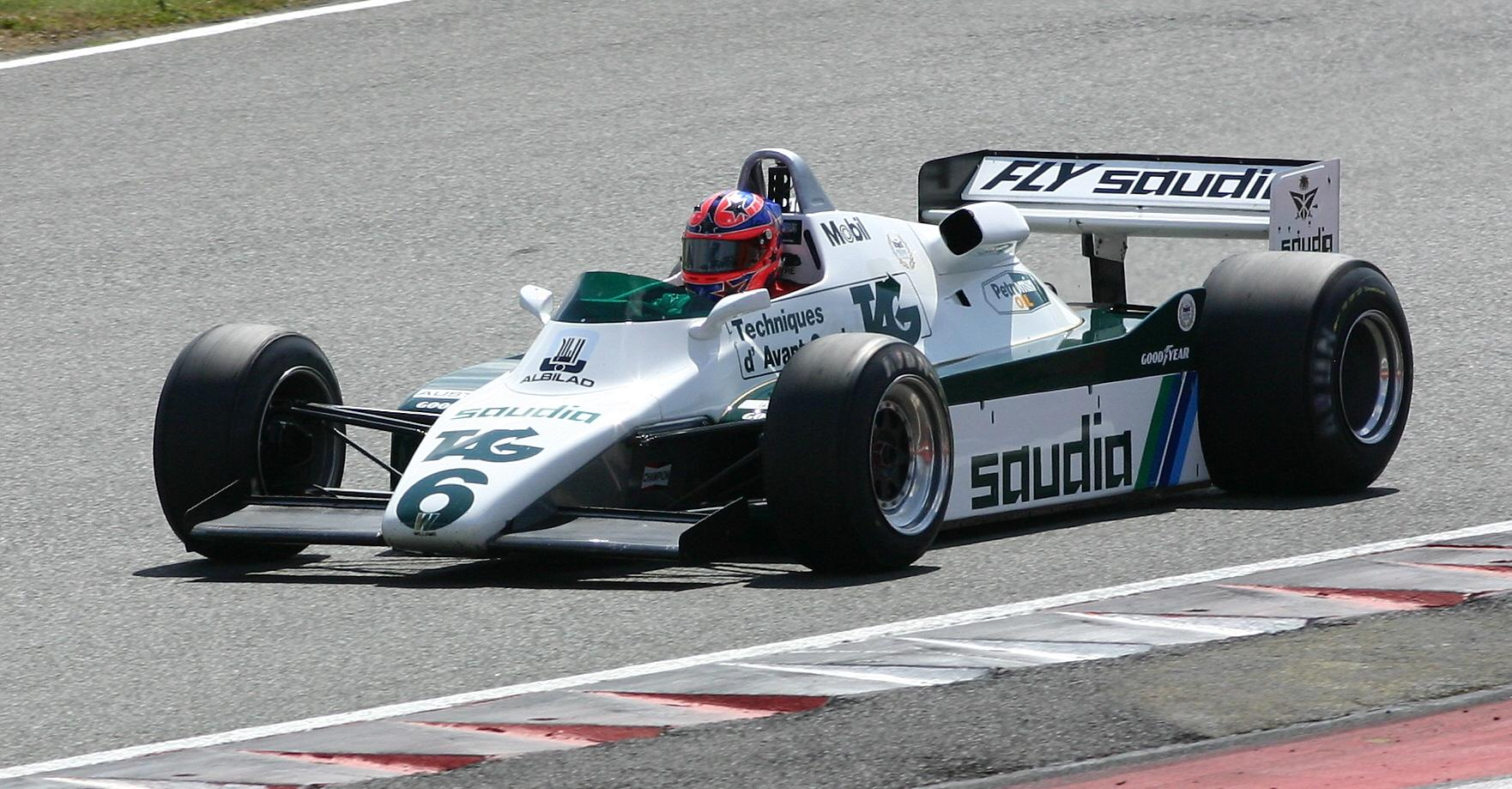
ウィリアムズFW08（1982年）

1978年に、当時国営航空会社であったサウジアラビア航空が、F1のウィリアムズチームのスポンサーだったことから、サウジアラビアの王室の誘いでF1モナコGPを観戦したことで、モータースポーツへの情熱が芽生える。
翌1979年より、父親がフランスに設立した技術集団である「Techniques d'Avant Garde（TAG）」がウィリアムズチームのスポンサーを行うという形でモータースポーツに参入した。後にマクラーレンと組んで新組織「TAG Turbo Engines」を立ち上げ、ポルシェにターボエンジンの開発を依頼するなど、1980年代以降にスポンサー活動を継続的に行った。
ロン・デニス、バーレーンの政府系投資会社マムタラカト・ホールディングとともに、マクラーレンの共同オーナーとなっている。株式売却により2016年時点で株式の保有比率は25%まで低下しているが、実質的な経営の主導権を握っていた。そのかたわら、投資グループとしての側面が強くなったTAGグループの総帥でもあった。
1985年に資金難となっていたスイスの高級時計メーカーのホイヤーにTAGとして出資し、タグ・ホイヤーとして世界的に知名度の高いブランドを再生している。（1999年9月にLVMHが株式の50.1%を取得し、以降はLVMHの傘下となっている）
2020年夏にマクラーレンの取締役を辞任、息子であるスルタンが取締役に就任した。
没後、2021年のアゼルバイジャンGPの前には、同時期に死去したマックス・モズレーとともに1分間の黙祷が捧げられ、マクラーレンのチームスタッフは喪章を腕にレースを戦った。